# Liste des ministres flamands de l'Éducation

## Éducation nationale néerlandophone (Gouvernement fédéral)
| Nom | Nom           | Nom                         | Parti   | Mandat                                                        | Gouvernement(s) | Portefeuille ministériel                                                              |
| --- | ------------- | --------------------------- | ------- | ------------------------------------------------------------- | --- | ------------------------------------------------------------------------------------- |
| 1   |               | Piet Vermeylen (1904-1991)  | PSB-BSP | 17 juin 1968 - 21 janvier 1972 (3 ans, 7 mois et 4 jours)     | G. Eyskens IV | Ministre de l'Éducation nationale                                                     |
| 2   |               | Willy Claes (1938-)         | PSB-BSP | 21 janvier 1972 - 26 janvier 1973 (1 an et 5 jours)           | G. Eyskens V | Ministre de l'Éducation nationale                                                     |
| 3   |               | Willy Calewaert (1916-1993) | PSB-BSP | 26 janvier 1973 - 25 avril 1974 (1 an, 2 mois et 30 jours)    | Leburton I | Ministre de l'Éducation nationale                                                     |
| 3   | Leburton II   | Willy Calewaert (1916-1993) | PSB-BSP | 26 janvier 1973 - 25 avril 1974 (1 an, 2 mois et 30 jours)    | | Ministre de l'Éducation nationale                                                     |
| 4   |               | Herman De Croo (1937-)      | PVV     | 25 avril 1974 - 3 juin 1977 (3 ans, 1 mois et 9 jours)        | Tindemans I | Ministre de l'Éducation nationale                                                     |
| 4   | Tindemans II  | Herman De Croo (1937-)      | PVV     | 25 avril 1974 - 3 juin 1977 (3 ans, 1 mois et 9 jours)        | | Ministre de l'Éducation nationale                                                     |
| 4   | Tindemans III | Herman De Croo (1937-)      | PVV     | 25 avril 1974 - 3 juin 1977 (3 ans, 1 mois et 9 jours)        | | Ministre de l'Éducation nationale                                                     |
| 5   |               | Jef Ramaekers (1923-2004)   | PSB-BSP | 3 juin 1977 - 18 mai 1980 (2 ans, 11 mois et 15 jours)        | Tindemans IV | Ministre de l'Éducation nationale                                                     |
| 5   |               | Jef Ramaekers (1923-2004)   | BSP     | 3 juin 1977 - 18 mai 1980 (2 ans, 11 mois et 15 jours)        | Vanden Boeynants II | Ministre de l'Éducation nationale                                                     |
| 5   | Martens I     | Jef Ramaekers (1923-2004)   | BSP     | 3 juin 1977 - 18 mai 1980 (2 ans, 11 mois et 15 jours)        | | Ministre de l'Éducation nationale                                                     |
| 5   | Martens II    | Jef Ramaekers (1923-2004)   | BSP     | 3 juin 1977 - 18 mai 1980 (2 ans, 11 mois et 15 jours)        | | Ministre de l'Éducation nationale                                                     |
| (3) |               | Willy Calewaert (1916-1993) | SP      | 18 mai 1980 - 17 décembre 1981 (1 an, 6 mois et 29 jours)     | Martens III | Ministre de l'Éducation nationale                                                     |
| (3) | Martens IV    | Willy Calewaert (1916-1993) | SP      | 18 mai 1980 - 17 décembre 1981 (1 an, 6 mois et 29 jours)     | | Ministre de l'Éducation nationale                                                     |
| (3) | M. Eyskens    | Willy Calewaert (1916-1993) | SP      | 18 mai 1980 - 17 décembre 1981 (1 an, 6 mois et 29 jours)     | | Ministre de l'Éducation nationale                                                     |
| 6   |               | Gaston Geens (1931-2002)    | CVP     | 22 octobre 1980 - 17 décembre 1981 (1 an, 1 mois et 25 jours) | Martens IV | Ministre de la Communauté flamande et Ministre-adjoint de l'Éducation nationale       |
| 6   | M. Eyskens    | Gaston Geens (1931-2002)    | CVP     | 22 octobre 1980 - 17 décembre 1981 (1 an, 1 mois et 25 jours) | | Ministre de la Communauté flamande et Ministre-adjoint de l'Éducation nationale       |
| 7   |               | Daniël Coens (1938-1992)    | CVP     | 17 décembre 1981 - 9 mai 1988 (6 ans, 4 mois et 22 jours)     | Martens V | Ministre de l'Éducation                                                               |
| 7   | Martens VI    | Daniël Coens (1938-1992)    | CVP     | 17 décembre 1981 - 9 mai 1988 (6 ans, 4 mois et 22 jours)     | | Ministre de l'Éducation                                                               |
| 7   | Martens VII   | Daniël Coens (1938-1992)    | CVP     | 17 décembre 1981 - 9 mai 1988 (6 ans, 4 mois et 22 jours)     | | Ministre de l'Éducation                                                               |
| (2) |               | Willy Claes (1938-)         | SP      | 9 mai 1988 - 7 mars 1992 (3 ans, 9 mois et 27 jours)          | Martens VIII | Vice-Premier ministre et Ministre des Affaires économiques, du Plan et de l'Éducation |
| (2) | Martens IX    | Willy Claes (1938-)         | SP      | 9 mai 1988 - 7 mars 1992 (3 ans, 9 mois et 27 jours)          | Vice-Premier ministre et Ministre des Affaires économiques, du Plan et de la Restructuration du Ministère de l'Éducation |                                                                                       |
| 8   |               | Luc Van den Bossche (1947-) | SP      | 9 mai 1988 - 18 octobre 1988 (5 mois et 9 jours)              | Martens VIII | Secrétaire d'État à l'Éducation                                                       |
| 9   |               | Pierre Chevalier (1952-)    | SP      | 18 octobre 1988 - 16 janvier 1989 (2 mois et 29 jours)        | Martens VIII | Secrétaire d'État à l'Éducation                                                       |

## Éducation (Gouvernement flamand)
| Nom | Nom                | Nom                           | Parti | Mandat                                                           | Gouvernement(s)                                                               | Portefeuille ministériel |
| --- | ------------------ | ----------------------------- | ----- | ---------------------------------------------------------------- | ----------------------------------------------------------------------------- | --- |
| 1   |                    | Jan Lenssens (1935-2006)      | CVP   | 22 décembre 1981 - 10 décembre 1985 (3 ans, 11 mois et 18 jours) | Geens I                                                                       | Ministre de l'Environnement, de l'Eau et de l'Éducation                                                                      |
| 2   |                    | Theo Kelchtermans (1943-)     | CVP   | 10 décembre 1985 - 18 octobre 1988 (2 ans, 10 mois et 8 jours)   | Geens II                                                                      | Ministre de l'Éducation et de la Formation                                                                                   |
| 2   | Geens III          | Theo Kelchtermans (1943-)     | CVP   | 10 décembre 1985 - 18 octobre 1988 (2 ans, 10 mois et 8 jours)   | Ministre de l'Emploi, de la Formation et de la Fonction publique              | |
| 3   |                    | Hugo Weckx (1935-)            | CVP   | 3 février 1988 - 18 octobre 1988 (8 mois et 15 jours)            | Geens III                                                                     | Ministre de l'Éducation et des Affaires bruxelloises                                                                         |
| 4   |                    | Daniël Coens (1938-1992)      | CVP   | 18 octobre 1988 - 21 janvier 1992 (3 ans, 3 mois et 3 jours)     | Geens IV                                                                      | Ministre de l'Éducation |
| 5   |                    | Luc Van den Bossche (1947-)   | SP    | 21 janvier 1992 - 28 septembre 1998 (6 ans, 8 mois et 7 jours)   | Van den Brande I                                                              | Ministre de l'Éducation et de la Fonction publique                                                                           |
| 5   | Van den Brande II  | Luc Van den Bossche (1947-)   | SP    | 21 janvier 1992 - 28 septembre 1998 (6 ans, 8 mois et 7 jours)   |                                                                               | Ministre de l'Éducation et de la Fonction publique                                                                           |
| 5   | Van den Brande III | Luc Van den Bossche (1947-)   | SP    | 21 janvier 1992 - 28 septembre 1998 (6 ans, 8 mois et 7 jours)   |                                                                               | Ministre de l'Éducation et de la Fonction publique                                                                           |
| 5   | Van den Brande IV  | Luc Van den Bossche (1947-)   | SP    | 21 janvier 1992 - 28 septembre 1998 (6 ans, 8 mois et 7 jours)   | Vice-Ministre-président et Ministre de l'Éducation et de la Fonction publique | |
| 6   |                    | Eddy Baldewijns (1945-)       | SP    | 28 septembre 1998 - 13 juillet 1999 (9 mois et 15 jours)         | Van den Brande IV                                                             | Ministre de l'Éducation et de la Fonction publique                                                                           |
| 7   |                    | Marleen Vanderpoorten (1954-) | VLD   | 13 juillet 1999 - 20 juillet 2004 (5 ans et 7 jours)             | Dewael                                                                        | Ministre de l'Éducation et de la Formation                                                                                   |
| 7   | Somers             | Marleen Vanderpoorten (1954-) | VLD   | 13 juillet 1999 - 20 juillet 2004 (5 ans et 7 jours)             |                                                                               | Ministre de l'Éducation et de la Formation                                                                                   |
| 8   |                    | Frank Vandenbroucke (1955-)   | sp.a  | 20 juillet 2004 - 13 juillet 2009 (4 ans, 11 mois et 23 jours)   | Leterme                                                                       | Vice-Ministre-président et Ministre du Travail, de l'Éducation et de la Formation                                            |
| 8   | Peeters I          | Frank Vandenbroucke (1955-)   | sp.a  | 20 juillet 2004 - 13 juillet 2009 (4 ans, 11 mois et 23 jours)   |                                                                               | Vice-Ministre-président et Ministre du Travail, de l'Éducation et de la Formation                                            |
| 9   |                    | Pascal Smet (1967-)           | sp.a  | 13 juillet 2009 - 25 juillet 2014 (5 ans et 12 jours)            | Peeters II                                                                    | Ministre de l'Éducation, de la Jeunesse, de l'Égalité des chances et des Affaires bruxelloises                               |
| 10  |                    | Hilde Crevits (1967-)         | CD&V  | 25 juillet 2014 - 2 octobre 2019 (5 ans, 2 mois et 7 jours)      | Bourgeois                                                                     | Vice-Ministre-présidente et Ministre de l'Éducation                                                                          |
| 10  | Homans             | Hilde Crevits (1967-)         | CD&V  | 25 juillet 2014 - 2 octobre 2019 (5 ans, 2 mois et 7 jours)      |                                                                               | Vice-Ministre-présidente et Ministre de l'Éducation                                                                          |
| 11  |                    | Ben Weyts (1970-)             | N-VA  | 2 octobre 2019 - (5 ans, 5 mois et 13 jours)                     | Jambon                                                                        | Vice-Ministre-président et Ministre de l'Éducation, des Sports, de la Protection des animaux et de la Périphérie bruxelloise |